# GrønREFORM
GrønREFORM (eller GrønReform) er en miljø- og klimaøkonomisk model udviklet i årene efter 2017 af DREAM, en uafhængig statslig dansk institution. Modellen kan bruges til at beregne virkningen på miljø og klima af såvel generel økonomisk aktivitet som politisk indgriben, i form af fx. miljø- og klimaafgifter. Modellen er opbygget af delmodeller for aktiviteter inden for fx. energi, landbrug, transport og affald, som er samlet i en overordnet model.
En ekspertgruppe afleverede i februar 2024 oplæg til en grøn dansk skattereform, som er baseret på beregninger i GrønREFORM, og i den forbindelse blev den hertil anvendte version af modellen offentliggjort, herunder de modeltekniske forudsætninger.

## Udbredelse
Indtil nu har man fløjet lidt i blinde. Det er blevet en diskussion, hvor finansministre stod i den ene ende og sagde, at det ikke måtte koste noget. Klimaministre stod så i den anden ende og håbede, at nogen ville investere i de nødvendige initiativer. Det her er en måde at få de to verdener til at mødes på.
Hvis ikke et finansministerium kan regne på klima og miljø som på alt muligt andet, bliver det svært at få gennemført den grønne omstilling, og det bliver svært at få gjort det på en måde, hvor man får mest muligt klima for pengene.
I foråret 2024 blev GrønREFORM præsenteret for et internationalt forum af finansministre, som udtrykte stor interesse for den danske model, herunder arbejdet med at udvikle en version af modellen til både Polen, Italien, Finland og Belgien. Også afrikanske lande udtrykte interesse, mens de store asiatiske lande var mere tilbageholdende.
Mange lande har efterlyst modeller til miljø- og klimaberegninger, idet de gængse modeller til at forudse økonomisk udvikling oftest ikke medtager effekter på klima og miljø, som i stedet må beregnes særskilt. 

## Kritik
I forbindelse med den internationale lancering af GrønREFORM i foråret 2024 blev der fra flere sider udtrykt kritik af, at modellen kun blev brugt i begrænset omfang i oprindelseslandet Danmark. Samtidig blev det påpeget, at modellen er mest velegnet til at regne på større økonomiske helheder, og mindre egnet til at regne på lokale effekter.